# 2,3-ジヒドロキシケイ皮酸
2,3-ジヒドロキシケイ皮酸（2,3-ジヒドロキシけいひさん、2,3-Dihydroxycinnamic acid）は、ヒドロキシケイ皮酸の一種。コーヒー酸の異性体として知られる。ヒトの尿中に含まれている代謝物質である。